# Sierra del Escudo (ås i Spanien, lat 43,27, long -4,31)
Sierra del Escudo är en ås i Spanien.   Den ligger i provinsen Provincia de Cantabria och regionen Kantabrien, i den norra delen av landet, 300 km norr om huvudstaden Madrid.